# Tetraphalerus largicoxa
Tetraphalerus largicoxa is een keversoort uit de familie Ommatidae. De wetenschappelijke naam van de soort is voor het eerst geldig gepubliceerd in 1986 door Lin Qibin.